# Колома (Калифорния)

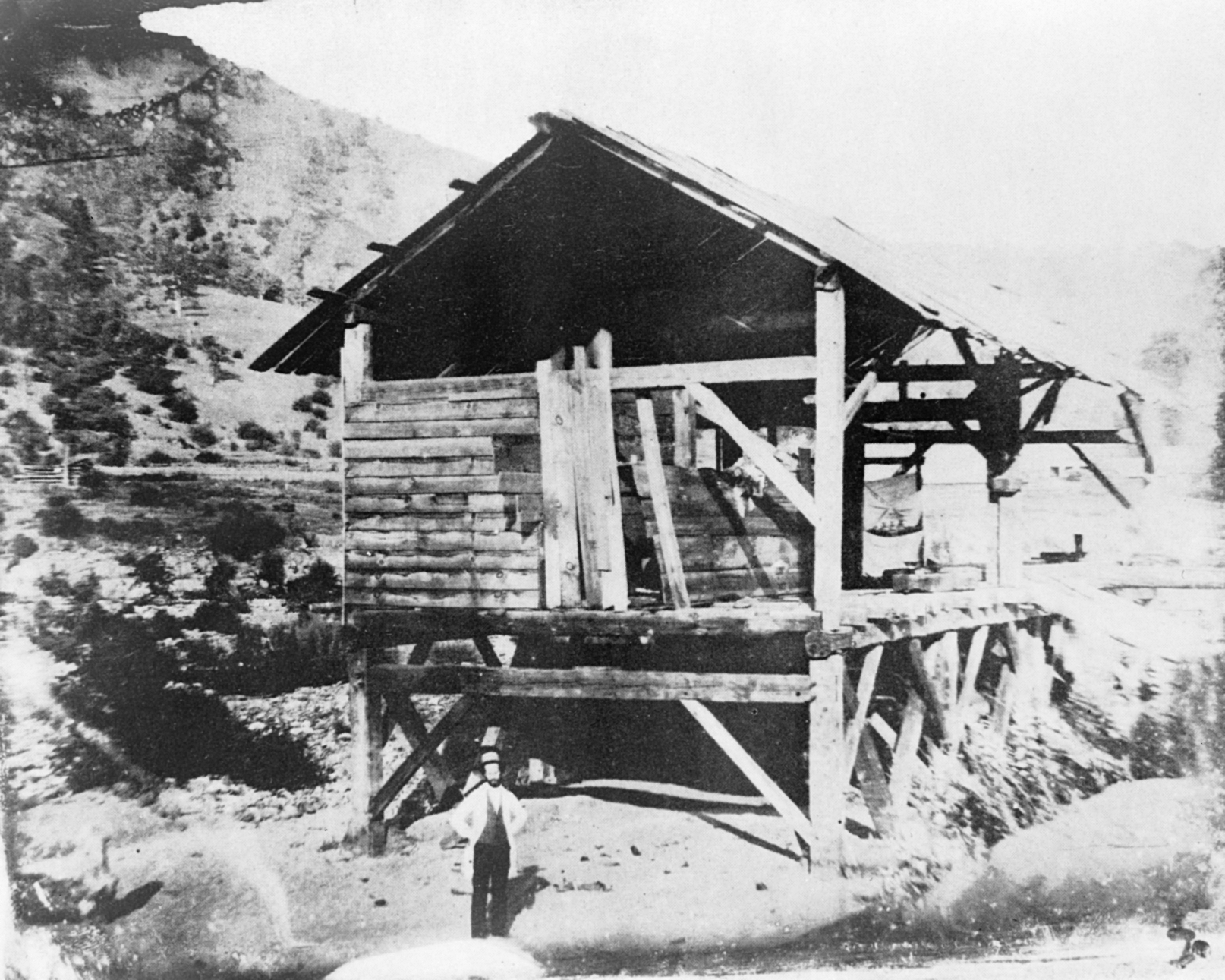
Лесопилка Саттера в 1850 г.

Колома (англ. Coloma) — бывший небольшой город в округе Эль-Дорадо, штат Калифорния, США. Наиболее известен как место, где Джеймс Маршалл впервые открыл золото в Калифорнии, вблизи лесопилки Саттера в 1848 году, что дало начало Калифорнийской золотой лихорадке. По переписи 2010 года население Коломы составляет 529 человек.